# Regis Records (Jazzlabel)
Regis Records war ein US-amerikanisches Jazzlabel der 1940er-Jahre.
Die Regis Record Company (162 Prince Street, Newark, New Jersey) war eines der Unternehmen des Produzenten und Nachtclubbesitzers Irving Berman, der auch um 1945 das Label Monor Records betrieb. Auf dem zwischen 1943 und 1946 bestehenden Plattenlabel erschienen Aufnahmen von Gene Phipps, Hal Mitchell, Tiny Bradshaw, Tab Smith, Sidney Catlett, Benny Carter (unter dem Pseudonym Timmie Rogers) und des Coleman Hawkins Septetts (mit Charlie Shavers, Edmond Hall, Clyde Hart, Tiny Grimes, Oscar Pettiford und Denzil Best), ferner Gospelsongs von Sister Ernestine Washington.